# Tsvetovo
Tsvetovo (en macédonien Цветово) est un village du nord de la Macédoine du Nord, situé dans la municipalité de Stoudenitchani. Le village comptait 807 habitants en 2002. Il est majoritairement turc.

## Démographie
Lors du recensement de 2002, le village comptait :
- Turcs : 805
- Autres : 2